# 1997 RY6
1997 RY6, também escrito como 1997 RY6, é um objeto transnetuniano (TNO) que está localizado no cinturão de Kuiper, uma região do Sistema Solar. Este corpo celeste é classificado como um cubewano. Ele possui uma magnitude absoluta (H) de 7,5 e, tem um diâmetro estimado com cerca de 139 km, por isso é pouco provável que possa ser classificado como um planeta anão, devido ao seu tamanho relativamente pequeno.

## Descoberta
1997 RY6 foi descoberto no dia 06 de setembro de 1997 pelos astrônomos S. F. Green e N. McBride.

## Órbita
A órbita de 1997 RY6 tem uma excentricidade de 0.000 e possui um semieixo maior de 41.360 UA. O seu periélio leva o mesmo a uma distância de 41.360 UA em relação ao Sol e seu afélio a 41.360.